# Vítor Santos (football)
Pour les articles homonymes, voir Vítor Santos et Santos (homonymie).
Vítor Santos, de son nom complet Vítor Manuel Lopes dos Santos, est un footballeur portugais né le 1er juin 1958 à Vila Pery au Mozambique portugais. Il évoluait au poste de milieu.

## Biographie

### En club
Formé au Lusitânia FC, il est membre de l'équipe première du club dès  1976,,.
Il découvre la deuxième division portugaise avec le Lusitânia dès la saison 1979-1980,,.
Lors de la saison 1989-1981, il est joueur du GC Alcobaça,,.
En 1981, il est transféré au Sporting Braga, club qu'il représente pendant huit saisons,,.
Avec Braga, il dispute un total de 187 matchs pour 12 buts marqués en première division portugaise,. Au sein des compétitions européennes, il dispute 2 matchs en Coupe des vainqueurs de coupe pour aucun but marqué et 2 matchs en Ligue Europa pour aucun but marqué.
Il raccroche les crampons après une dernière saison 1989-1990 avec le Leixões SC,.

### En équipe nationale
International portugais, il reçoit une unique sélection en équipe du Portugal. Le 8 juin 1983, il joue un match contre le Brésil (défaite 0-4 à Coimbra).